# Glomérule (botanique)
Pour les articles homonymes, voir Glomérule.
 (janvier 2021).
Si vous disposez d'ouvrages ou d'articles de référence ou si vous connaissez des sites web de qualité traitant du thème abordé ici, merci de compléter l'article en donnant les références utiles à sa vérifiabilité et en les liant à la section « Notes et références ».

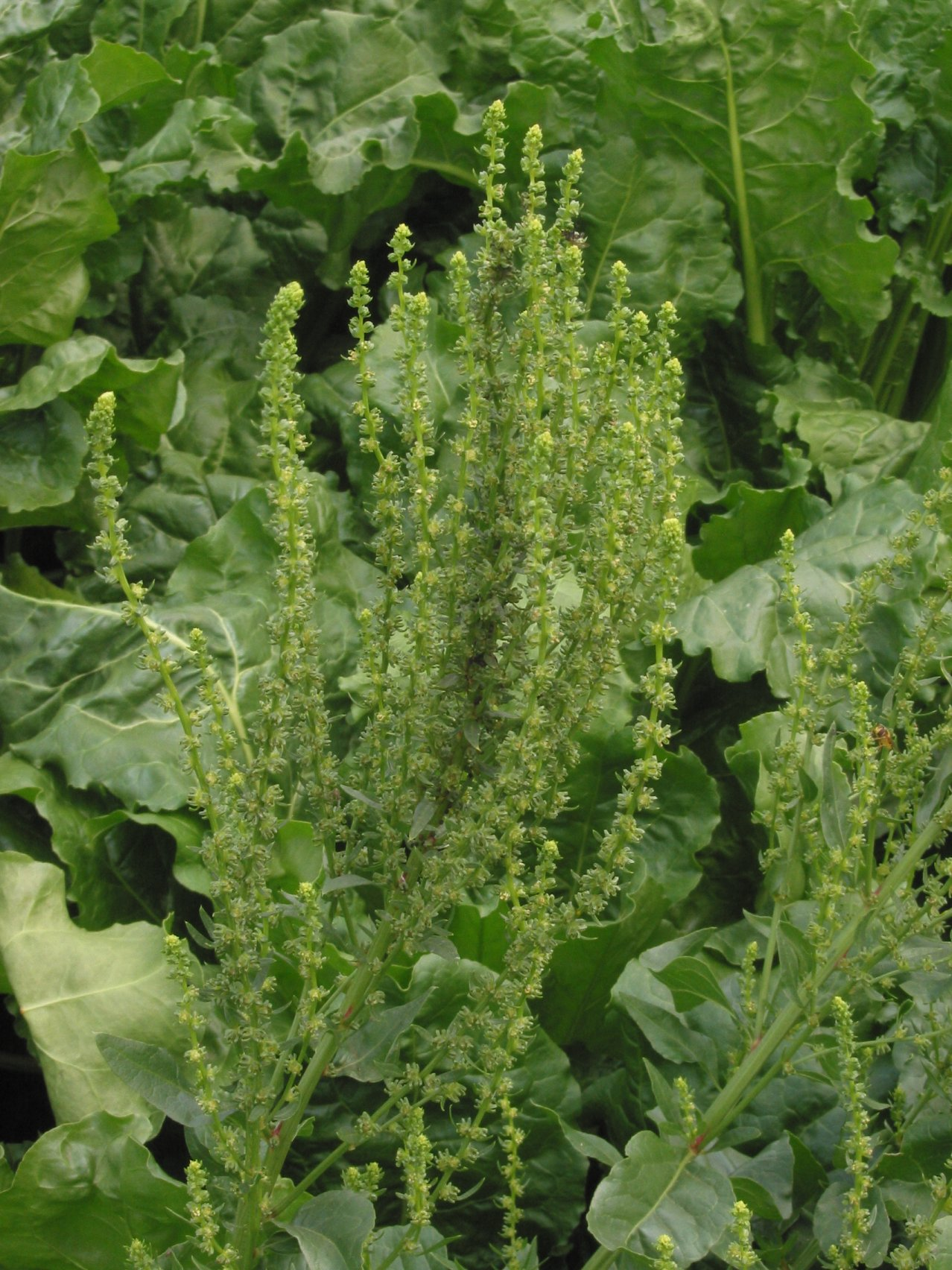
Inflorescence de betterave portant des glomérules

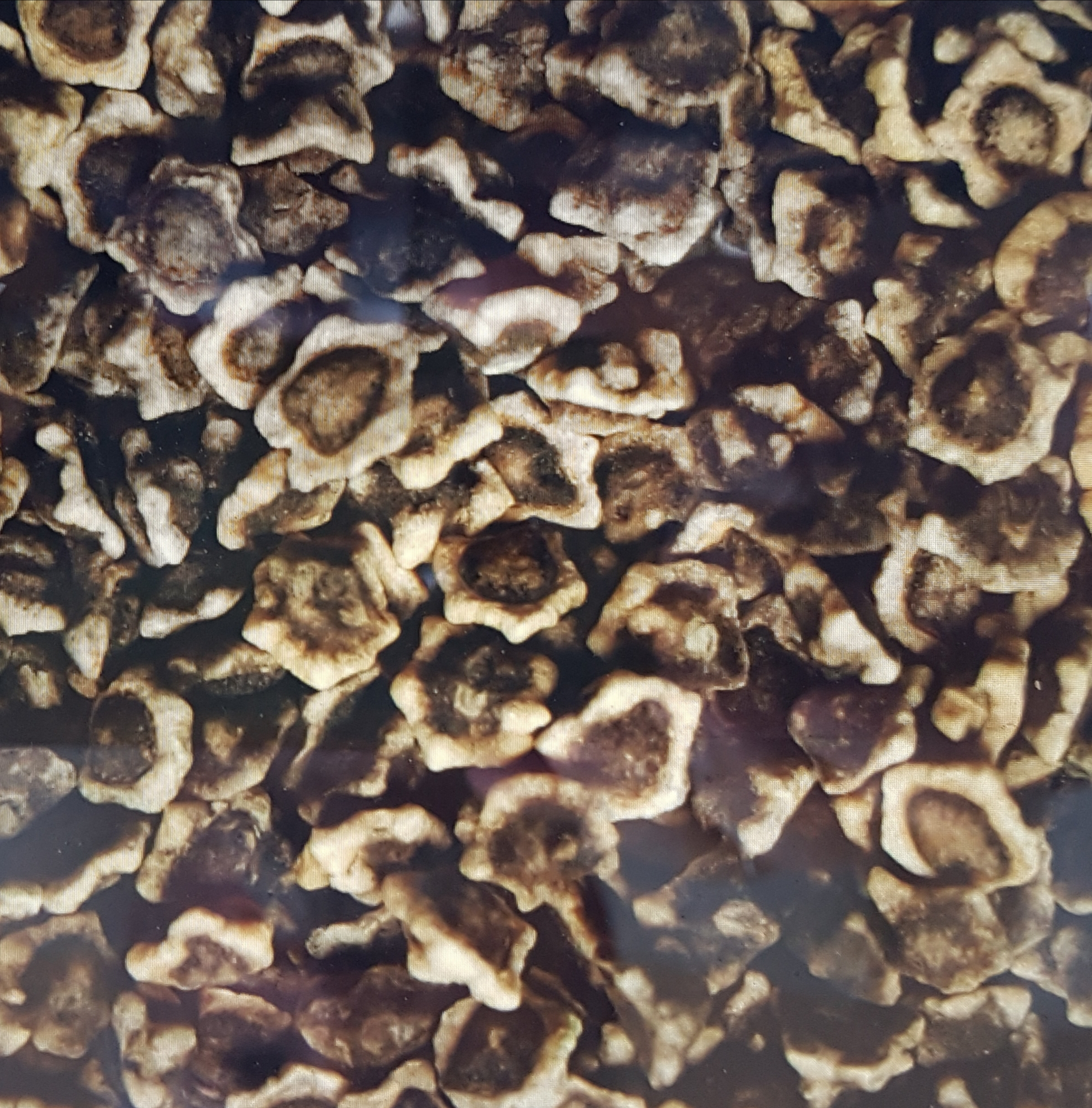
Graines de betteraves formant des glomérules

En botanique, un glomérule est un type d'inflorescence. Ce terme correspond plus à une forme générale d'inflorescence qu'à un type d'organisation particulier.
Chez la betterave le terme glomérule désigne aussi les «graines plurigermes» qui comprennent en fait 3 à 6 graines accolées.

## Description
Un glomérule est d'aspect globuleux et dense formée par la juxtaposition de nombreuses fleurs sessiles ou à axes très courts, fixées au même niveau comme pour la cyme.
Il s'agit en général d'inflorescences dont les rameaux sont très courts, souvent dérivées de cymes, ce que l'on peut reconnaître en examinant attentivement le mode d'insertion des fleurs. De loin, elles ressemblent grossièrement à des capitules.

## Exemples d'organismes
La betterave ou le gui forment des glomérules.